# Nachal Kacijon
Nachal Kacijon (hebrejsky: נחל קציון) je vádí v Horní Galileji, v severním Izraeli.
Začíná v nadmořské výšce přes 500 metrů, nedaleko východního okraje vesnice Alma, v regionu cca 9 kilometrů severoseverovýchodně od města Safed. Stéká z jižních svahů hřebene Ramat Alma. Směřuje k východu, přičemž míjí archeologický areál Churvat Kacijon (חרבת קציון), doložený jako židovské sídlo v Talmudu. Nacházejí se tu dvě pohřební jeskyně a zbytky stavby z římského období identifikované některými vědci jako synagoga. Na místě později stávala arabská vesnice. Vádí pak ústí zprava do vádí Nachal Dišon.
Vádí je spolu s navazujícím Nachal Dišon turisticky využíváno. Vede podél něj značená trasa o délce cca 8 kilometrů, využívaná především v zimním a jarním období, kdy tudy protéká voda. Trasa představuje ekosystém zemědělsky využívané krajiny s občasnými sady a plochami původních lesních porostů středomořského typu.